# St-Paul (Reilhac)

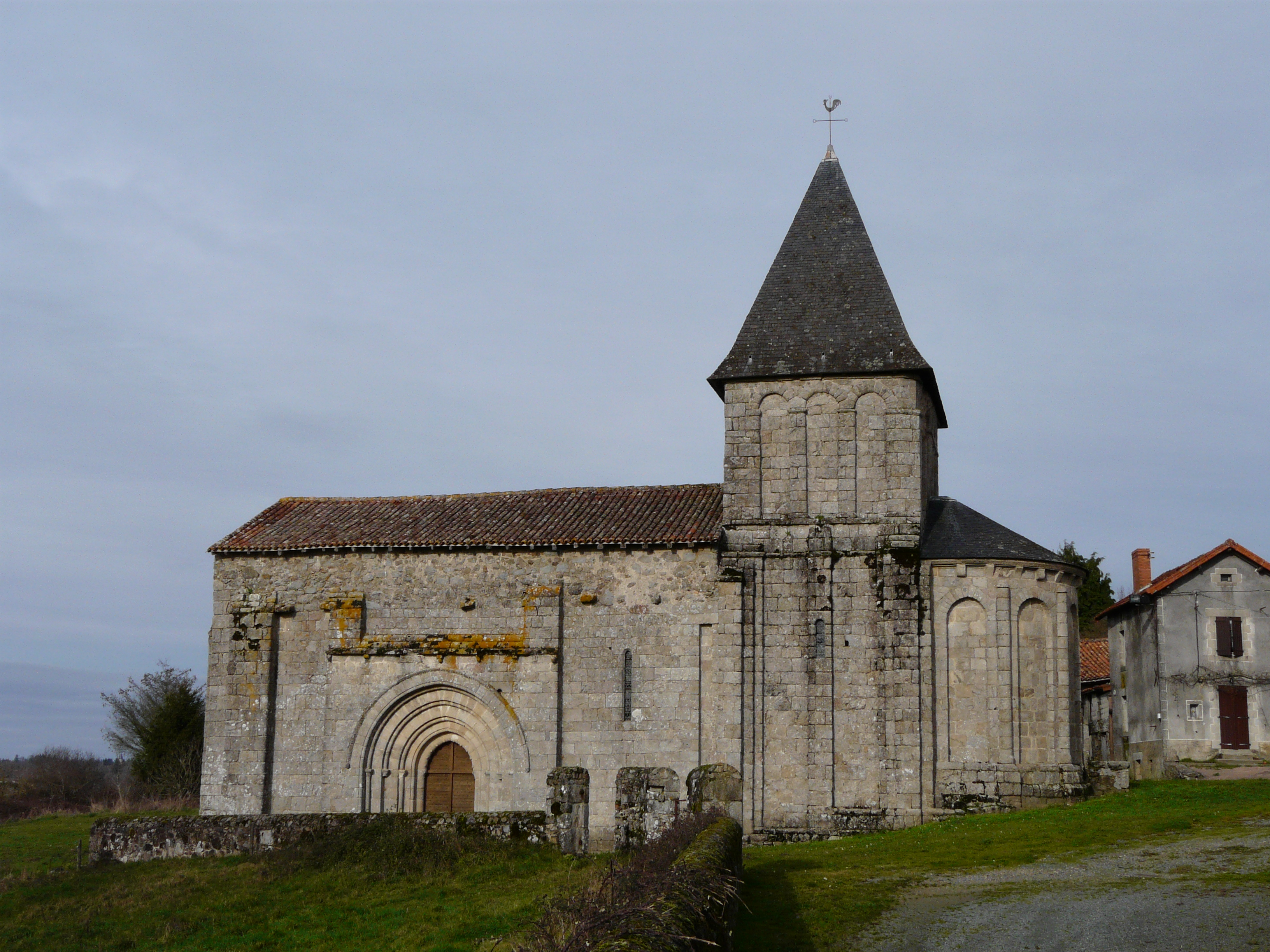
Die Kirche Saint-Paul von Süden

Die Kirche Saint-Paul in Reilhac ist die nördlichste Kirche im Périgord. Sie wurde am 8. September 1965 als Monument historique anerkannt.

## Lage
Die Kirche Saint-Paul liegt im zur Gemeinde Champniers-et-Reilhac gehörenden Dorf Reilhac, Teil des Kanton Périgord Vert Nontronnais. Sie befindet sich im äußersten Norden des Départements Dordogne, am nördlichen Ortsausgang von Reilhac, direkt am linken Straßenrand der D 110 von Champniers nach Maisonnais-sur-Tardoire im Département Haute-Vienne. Sie wurde auf leicht gen Nordwest abschüssigem Terrain erbaut.

## Architektur und Baugeschichte
Das in der zweiten Hälfte des 12. Jahrhunderts errichtete romanische Bauwerk besitzt nach wie vor seine ursprünglichen Bauelemente, sein Tonnengewölbe war jedoch eingestürzt und ist somit verloren gegangen. Der einfache Dachstuhl (Walmdach) kann jetzt vom Innenraum aus eingesehen werden. Das rechteckige Kirchenschiff ist nach Ostsüdosten ausgerichtet und wird am Ostende von einer halbkreisförmigen Apsis abgeschlossen. Der Eingang zur Kirche befindet sich auf der Südseite. Das Eingangsportal besteht aus fünf auf Bogenrundungen und ermöglicht den Zutritt zum dreijochigen Kirchenbau. Die innerste, mit Noppen verzierte Bogenrundung sitzt auf Kragsteinen auf, die zweite ist durchgehend und die äußeren drei Bogenrundungen fußen auf mittlerweile stark erodierten Kapitellen. Die Bogenrundungen bilden keinen vollkommenen Halbkreis, sondern laufen etwas spitzbogenförmig zu. Der rechteckige Chor wird von einem viereckigen, über einem Massif barlong aufsitzendem Kirchturm überragt. Der Chor wird von einer Kuppel abgedeckt, die von dreieckigen Stützpfeilern in den vier Ecken abgefangen wird. Tageslicht dringt in ihn über schmale Schlitzfenster von den Seiten sowie über das zentrale Apsisfenster ein. Die Apsis wird außen von vier Blendbögen geschmückt. Auch am Kirchturm befindet sich an drei Seiten (ausgenommen der Westseite) eine dekorative Blendbogengliederung mit je drei Blendbögen, die aber teilweise nicht vollständig ausgeführt wurden.
Vor der Französischen Revolution unterstand die Pfarrei Reilhac der Diözese Limoges. Der Baustil von Saint-Paul ist typisch für das Limousin und den Haut-Périgord. Im Unterschied zu anderen vergleichbaren umliegenden Pfarrkirchen der damaligen Zeit wurde die Kirche aber während des 15. Jahrhunderts nicht restauriert oder erweitert und behielt ihren ursprünglichen Bauplan und Charakter bei. Bauliche Veränderungen wurden nach Einsturz des Tonnengewölbes an den Seitenwänden vorgenommen, die aufgemauert wurden. Die Sakristei auf der Nordseite ist leider in einem ruinösen Bauzustand.

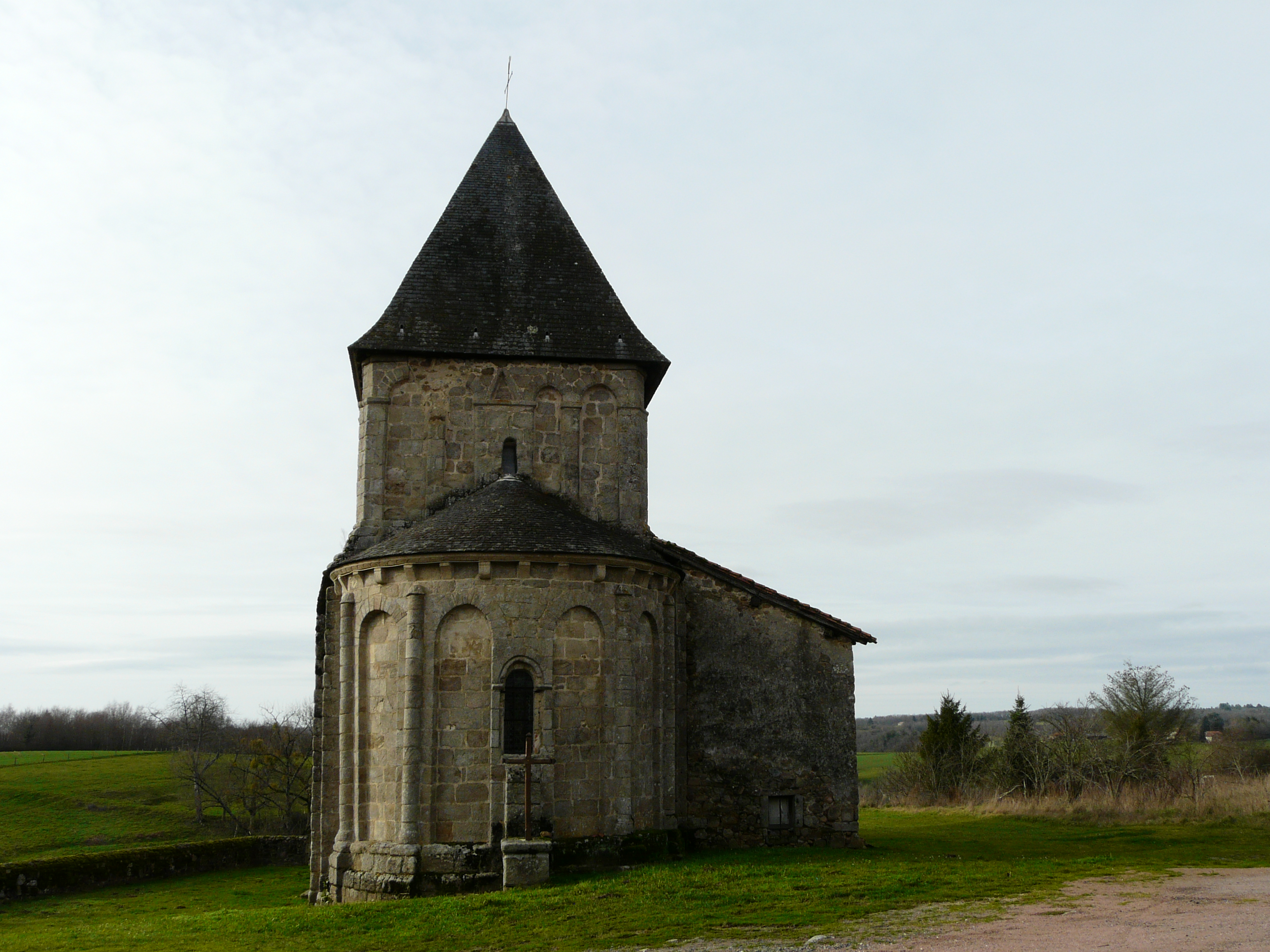
Apsis
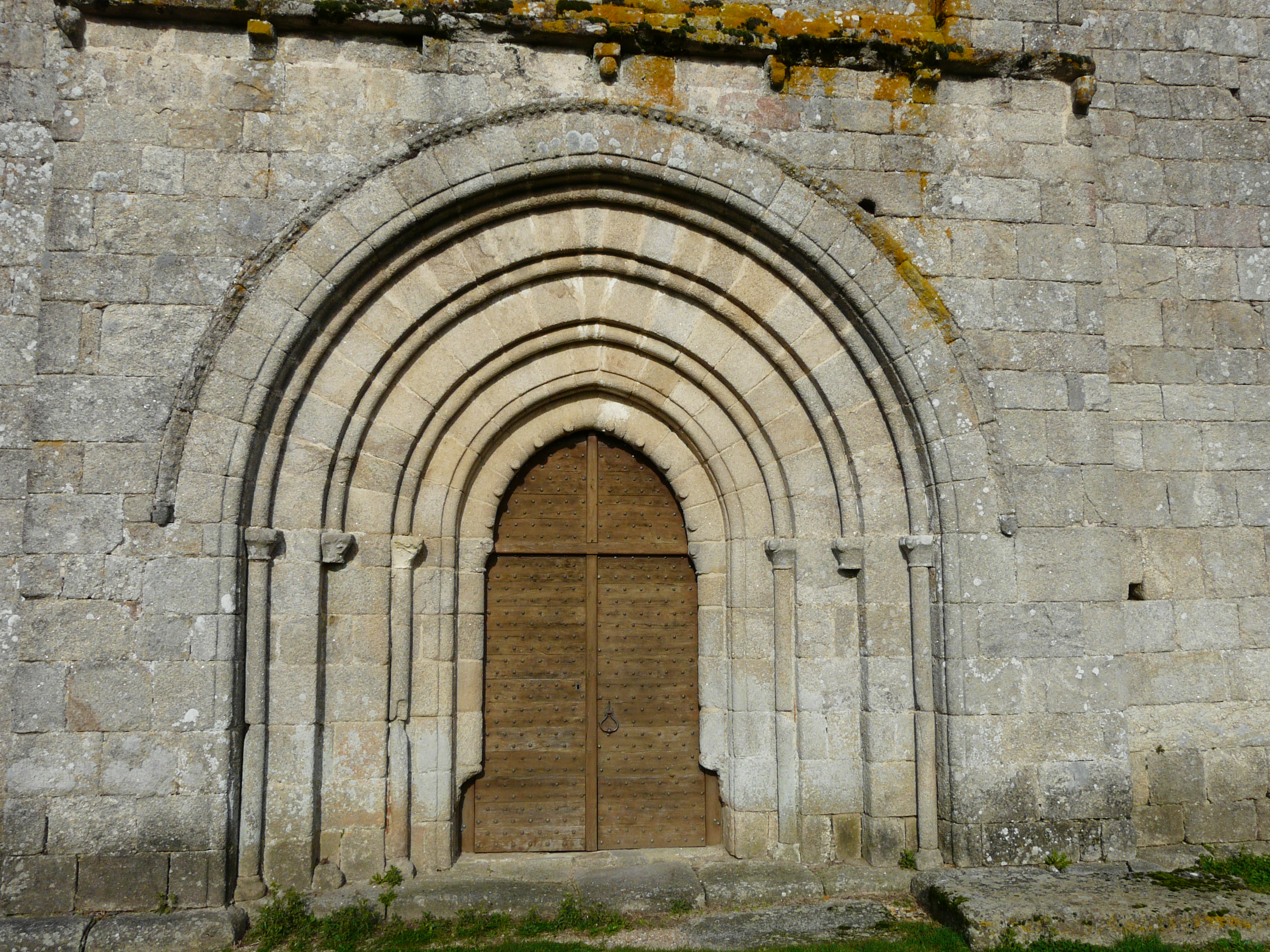
Eingangsportal
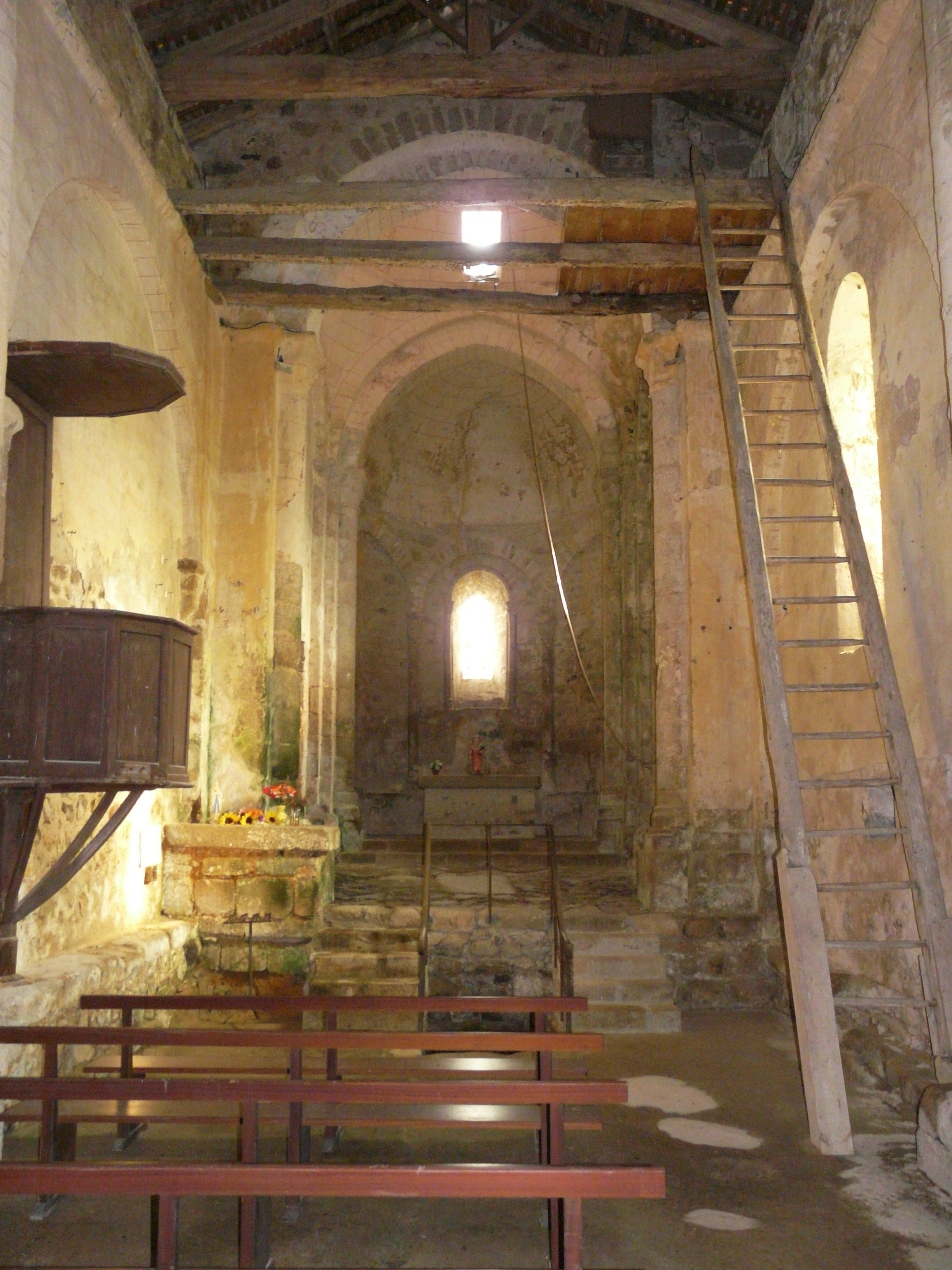
Kirchenschiff
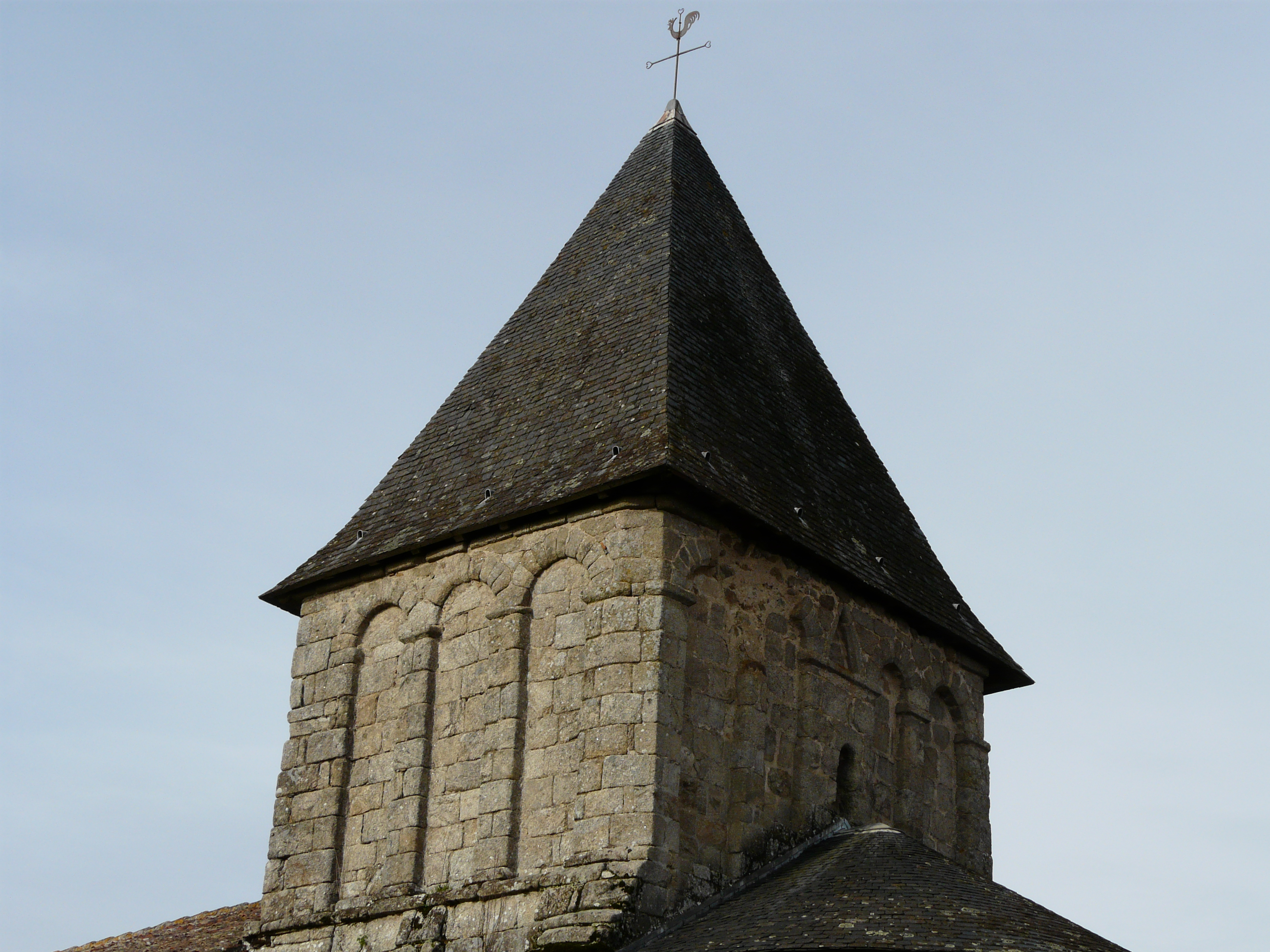
Kirchturm
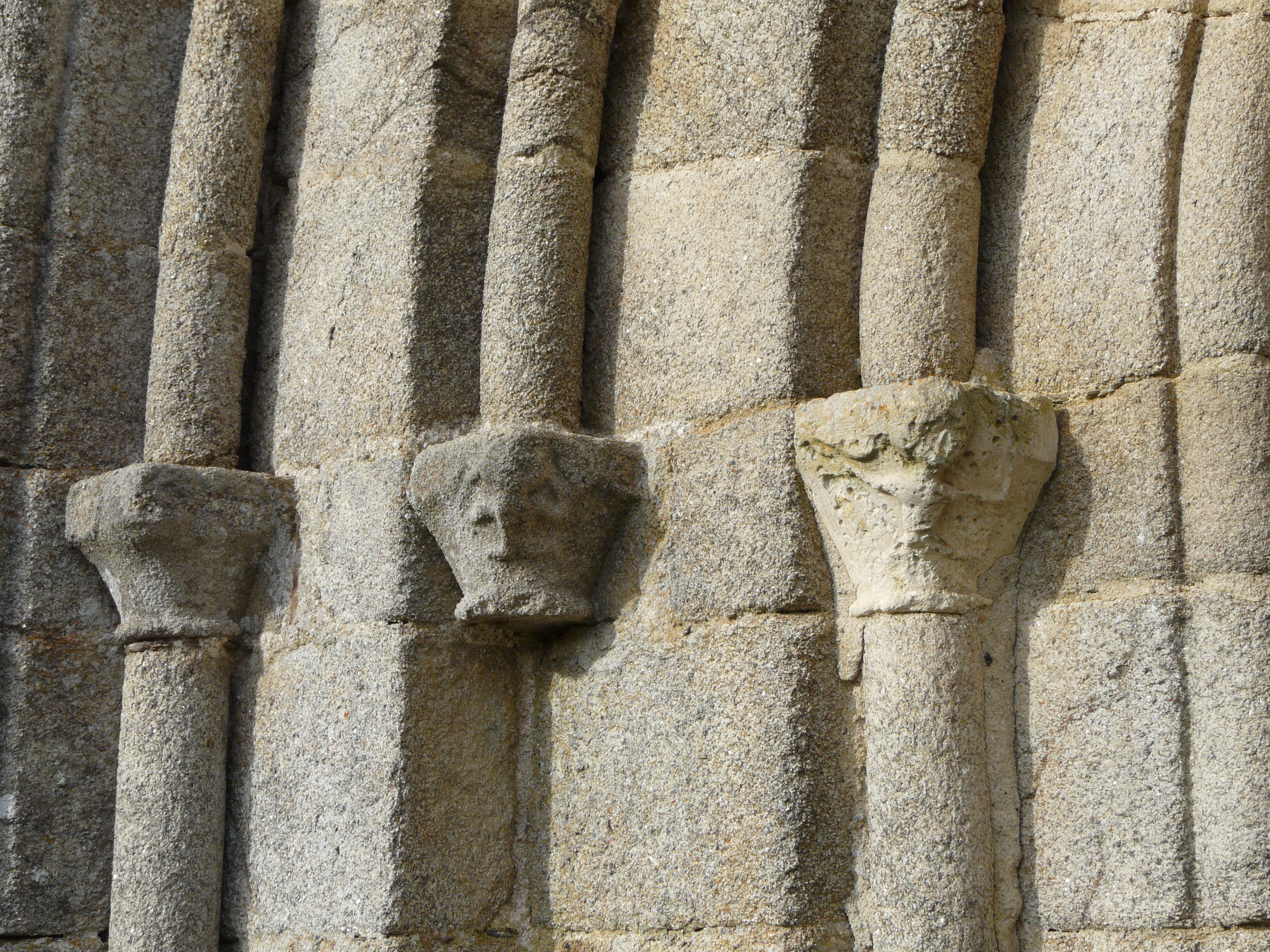
Kapitelle am Eingangsportal
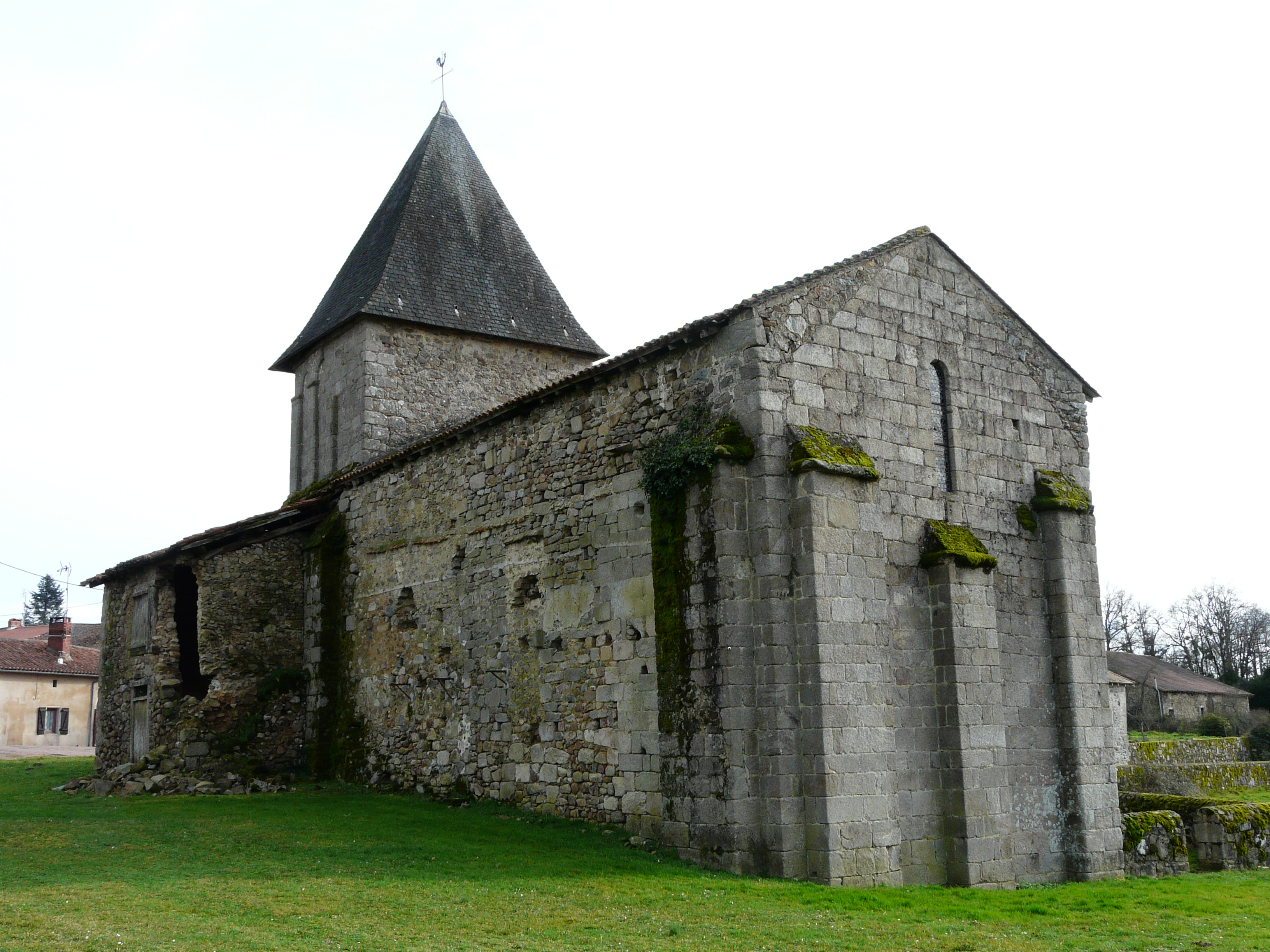
Westseite
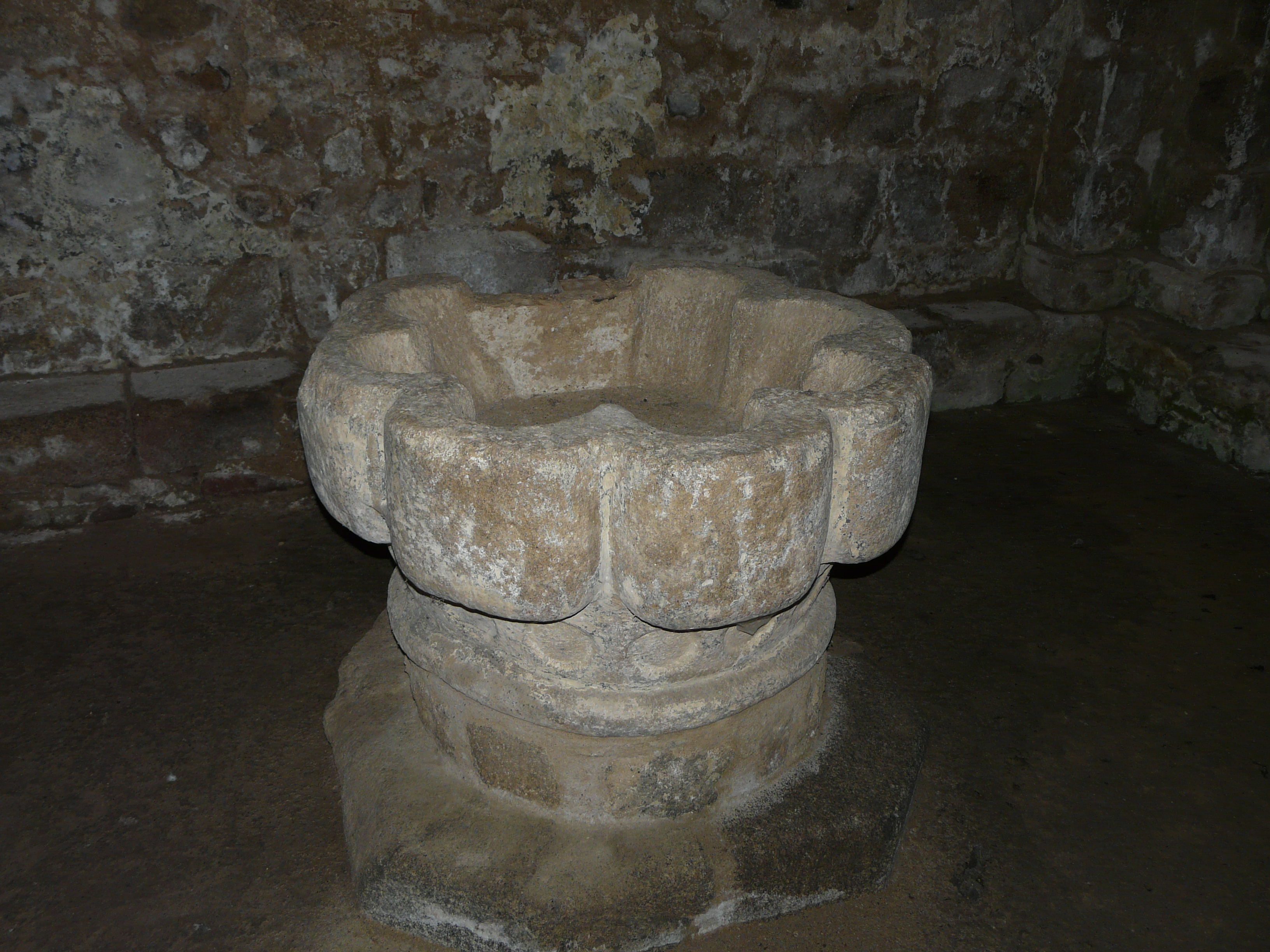
Taufbecken